# Меттенхайм (Бавария)
Меттенхайм (нем. Mettenheim) — община в Германии, в земле Бавария.
Подчиняется административному округу Верхняя Бавария. Входит в состав района Мюльдорф-на-Инне. Население составляет 3445 человек (на 31 декабря 2010 года). Занимает площадь 27,24 км².